# Asýrie (provincie)

Provincie Asýrie roku 117

Asýrie, latinsky Assyria, byla provincie Římské říše, která existovala jen krátce v letech 116–118. Rozkládala se na území dnešních států Irák a Turecko. Vznikla z územní kořisti, již získal císař Traianus na úkor Parthské říše při svém tažení na východ (stejně jako provincie Mezopotámie a Arménie). Jeho nástupce Hadrián se ale ihned po nástupu na trůn všech takto dobytých území vzdal a vrátil hranici říše na Eufrat - proto provincie tak rychle zanikla. Jako důkaz existence provincie slouží práce byzantských historiků Eutropia a Rufia Festa, kteří pracovali na objednávku císaře Valense. Ovšem zatímco existují numismatické důkazy pro existenci krátkodobých traiánských provincií Arménie a Mezopotámie, žádný takový se nedochoval v případě Asýrie. Proto její existenci někteří historici zpochybňují. Římský vliv v oblasti existoval dál, ale většina historiků se shoduje na tom, že římská provincie už zde nevznikla. Římský vliv byl patrný do roku 363, kdy císař Jovianus oblast vyklidil poté, co uzavřel mírovou dohodu se Sásánovci a stáhl se do Konstantinopole, aby zde upevnil svou ohroženou moc.